# Оним (Аксуский район)
Оним (каз. Өнім) — село в Аксуском районе Жетысуской области Казахстана. Входит в состав Аксуского сельского округа. Код КАТО — 193233500.

## Население
В 1999 году население села составляло 174 человека (96 мужчин и 78 женщин). По данным переписи 2009 года, в селе проживало 75 человек (36 мужчин и 39 женщин).